# Ali Ibn Sahl Rabban al-Tabari
Pour les articles homonymes, voir Rabban (homonymie) et Tabari (homonymie).
Abou al-Hassan Ali Ibn Sahl Rabban al-Tabari (en Persan: علی ابن سهل ربان طبری آملی) né à Amol (c. 838 -c. 870 apr. J.-C.) était un Hakim Musulman, un érudit islamique (Ouléma), un  médecin et un précurseur de la sociologie et de la psychologie issu de la communauté Juive persanne et de la communauté zoroastrienne qui a rédigé la première Encyclopédie  de médecine. Il a été un pionnier de la Pédiatrie  et de l’étude du  développement de l'enfant. Sa stature, a cependant, été éclipsée par son élève le plus célèbre, Abu Bakr Mohammad Ibn Zakariya al-Razi ( "Rhazes").
Ali est un descendant  d'une famille juive bien connue de Merv au Tabaristan (d'où al-Tabari- "originaire du Tabaristan") mais il s’est converti à l’Islam sous le règne du calife abbasside Al-Mu'tasim (833-842) qui l’a pris au service de la cour, fonctions qu’il a conservés sous Al-Mutawakkil (847-861 ). Son père Sahl ibn Bishr était un astrologue célèbre.
Ali ibn Sahl parlait le Syriaque et le Grec, les deux sources de la tradition médicale de l’Antiquité qui avait été perdues par l’Europe médiévale, et transcrites en calligraphie minutieuse.

## Ses œuvres
1. Son Firdous al-Hikmah ("Paradise de la sagesse ") qu’il a écrit en Arabe, connu aussi sous le nom d’Al-Kunnash est un traité de médecine en sept parties. Il l’a également traduit en syriaque, pour lui assurer une plus large diffusion. Les informations contenues dans le Firdous al-Hikmah n'ont jamais circulé en occident parce qu'il n'a pas été publié avant le XXe siècle, lorsque Mohammed Zubair Siddiqui a rassemblé une édition en utilisant les cinq manuscrits contenant les fragments encore disponibles. Il n'existe pas encore de traduction en anglais.
2. Tuhfat al-Muluk ("Le roi actuel")
3. Un travail sur le bon usage des aliments, des boissons et des médicaments.
4. Hafzh al-Sihhah ("les meilleurs soins de santé"), suivant les auteurs grecs et indiens.
5. Kitab al-Ruqa ("Livre de la magie et des Amulettes")
6. Kitab fi al-hijamah ( "Traité de l’usage des ventouses")
7. Kitab fi Tartib al-'Ardhiyah ("Traité sur la préparation des aliments")

## LeFirdous al-Hikmah
Le Firdous al-Hikmah a été la première Encyclopédie de médecine dans la civilisation islamique. Il était divisé en 7 sections et 30 parties, avec 360 chapitres au total. Il traite de la Pédiatrie et du développement de l'enfant d’une manière approfondie, ainsi que de la Psychologie et de la Psychothérapie. Dans les domaines de la médecine et de la psychothérapie, son travail a été influencé principalement par la pensée islamique et les anciens médecins Indiens Ayurvédiques tels que Sushruta  et Charaka. Contrairement aux médecins précédents, toutefois, Al-Tabari a souligné les liens étroits existant entre la psychologie et la médecine et la nécessité de la psychothérapie et du soutien psychologique dans la prise en charge thérapeutique des patients. Il a écrit que les patients se sentent souvent malades en raison d’un Délire ou de maux imaginaires et qu’ils peuvent être traités par le biais de "sages conseils" délivrés par des médecins spirituels et intelligents capables d’établir un rapport de confiance avec leurs patients, qui aboutit à un résultat thérapeutique positif.

## Sources
- H. Suter: Die Mathematiker und Astronomen der Araber (l0, 1900)
- M. Steinschneider: Die arabische Literatur der Juden (23-34, Frankfurt, 1902).
- Edward G. Browne, Islamic Medicine, 2002, p. 37-38,  (ISBN 81-87570-19-9)